# Манайа, Шон
Шон Энтони Манайа (англ. Sean Anthony Manaea, 1 февраля 1992, Валпарейзо) — американский бейсболист, питчер команды МЛБ «Сан-Диего Падрес». 21 апреля 2018 года сыграл ноу-хиттер против «Бостон Ред Сокс», ставший первым в сезоне и двенадцатым в истории команды.

## Биография

### Ранние годы
Отец Шона в возрасте 20-и лет переехал из Американского Самоа на Гавайи. Участвовал в войне во Вьетнаме, затем поселился в Индиане. Работал в компании Inland Steel Company. Его мать также работала на фабрике. Шон родился в Валпарейзо, а вырос в близлежащем городке Ваната с населением около тысячи человек. Учился в школе в Юнион-Миллс и Меррилвиле. В составе школьной команды в 2010 году Шон стал чемпионом штата.
После окончания школы Шон поступил в Университет штата Индиана, где продолжил играть в бейсбол. Летом он также выступал в различных любительских лигах. В 2012 году Манайа был признан самым перспективным игроком Лиги Кейп-Код. Перед драфтом МЛБ 2013 года Шона потенциально оценивали как первого номера, но из-за травмы его выбрали только под общим 34-м номером. Он подписал контракт с «Канзас-Сити Роялс», но остаток сезона 2013 года пропустил после операции на тазобедренном суставе.

### Профессиональная карьера
Весной 2014 года «Роялс» отправили его в фарм-клуб «Уилмингтон Блю Рокс». В чемпионате он сыграл в 25-и матчах и стал лучшим в Лиге Каролины по числу страйкаутов. Начало сезона 2015 года Шон пропустил из-за травмы. Затем он сыграл в четырёх матчах за «Уилмингтон» и был переведён в состав «Нортвест Арканзас Нэйчуралс», игравших в Техасской лиге.
28 июля 2015 года «Роялс» обменяли его и Аарона Брукса в «Окленд Атлетикс» на Бена Зобриста. Оставшуюся часть чемпионата Манайа провёл в составе «Мидленд Рок Хаундс», а перед началом следующего сезона он был переведён в состав клуба AAA-лиги «Нэшвилл Саундс». После трёх игр в стартовом составе «Нэшвилла», Манайа был вызван в основной состав «Окленда» и дебютировал в МЛБ.
21 апреля Шон сыграл ноу-хиттер против «Бостона», пропустив на базы двух игроков уоками. Ещё один раннер «Ред Сокс» добежал до базы из-за ошибки полевого игрока.